# Brachypogon cuacuahuitlus
Brachypogon cuacuahuitlus är en tvåvingeart som beskrevs av Heron Huerta 2005. Brachypogon cuacuahuitlus ingår i släktet Brachypogon och familjen svidknott. Inga underarter finns listade i Catalogue of Life.